# Rastislav Solár
Rastislav "Rasto" Solár (ur. 10 stycznia 1978 r.) − słowacki kulturysta. Mistrz Europy oraz świata w kulturystyce amatorskiej.

## Życiorys
Zawodnik kategorii superciężkiej, niekiedy ciężkiej; jego waga waha się pomiędzy 115 a 135 kg. Ma 180 cm wzrostu. Należy do federacji IFBB. Czterokrotny mistrz Słowacji w kulturystyce. W 2005 i 2006 roku srebrny medalista Mistrzostw Europy w Kulturystyce Amatorskiej. W 2006 wystartował w Mistrzostwach Świata; zajął szóste miejsce w kategorii zawodników o masie 100 kg. W roku 2010 został zwycięzcą Mistrzostw Europy w kategorii superciężkiej. W 2011 w Bombaju przyznano mu puchar mistrza świata w tej samej kategorii. W 2012 na Mistrzostwach Świata w Ekwadorze wywalczył srebro wśród zawodników o masie 100 kg+. Tego samego roku został całkowitym zwycięzcą zawodów Mozolani Classic.
Mieszka w Nitrze. Jego bliskim przyjacielem jest kulturysta Marián Čambál. Posiada tytuł magistra. W 2015 ubiegał się o stanowisko posła miasta Nitra.

## Osiągnięcia (wybór)
- 2005:
  - Mistrzostwa Europy, federacja IFBB, kategoria superciężka − II m-ce
- 2006:
  - Mistrzostwa Europy, federacja IFBB, kategoria ciężka − II m-ce
  - Mistrzostwa Świata, federacja IFBB, kategoria ciężka − VI m-ce
- 2007:
  - Mistrzostwa Świata, federacja IFBB, kategoria superciężka − XI m-ce
- 2008:
  - Mistrzostwa Europy, federacja IFBB, kategoria ciężka − VI m-ce
  - Mistrzostwa Świata, federacja IFBB, kategoria ciężka − IV m-ce
  - Mistrzostwa Słowacji, kategoria 95 kg+ − I m-ce
  - Grand Prix Słowacji, kategoria 87,5 kg+ − I m-ce
- 2009:
  - Mistrzostwa Świata, federacja ???, kategoria superciężka − III m-ce
- 2010:
  - Mistrzostwa Europy, federacji IFBB, kategoria superciężka − I m-ce
- 2011:
  - Mistrzostwa Świata, federacji IFBB, kategoria superciężka − I m-ce
- 2012:
  - Mistrzostwa Świata, federacji IFBB, kategoria superciężka − II m-ce
  - Mozolani Classic − całkowity zwycięzca